# تپه درآبادی تخت شیرین
تپه درآبادی تخت شیرین مربوط به دوران پیش از تاریخ ایران باستان - است و در شهرستان هرسین، بخش بیستون، روستای تخت شیرین واقع شده و این اثر در تاریخ ۱۱ مرداد ۱۳۸۴ با شمارهٔ ثبت ۱۲۴۶۵ به‌عنوان یکی از آثار ملی ایران به ثبت رسیده است.